# Torbjörn Röding
Torbjörn (Torbern) Röding, född under 1670-talet i Jönköping, död någon gång mellan 1710 och 1716 i Växjö, var en svensk kyrkobildkonstnär, bildhuggare och målare. 

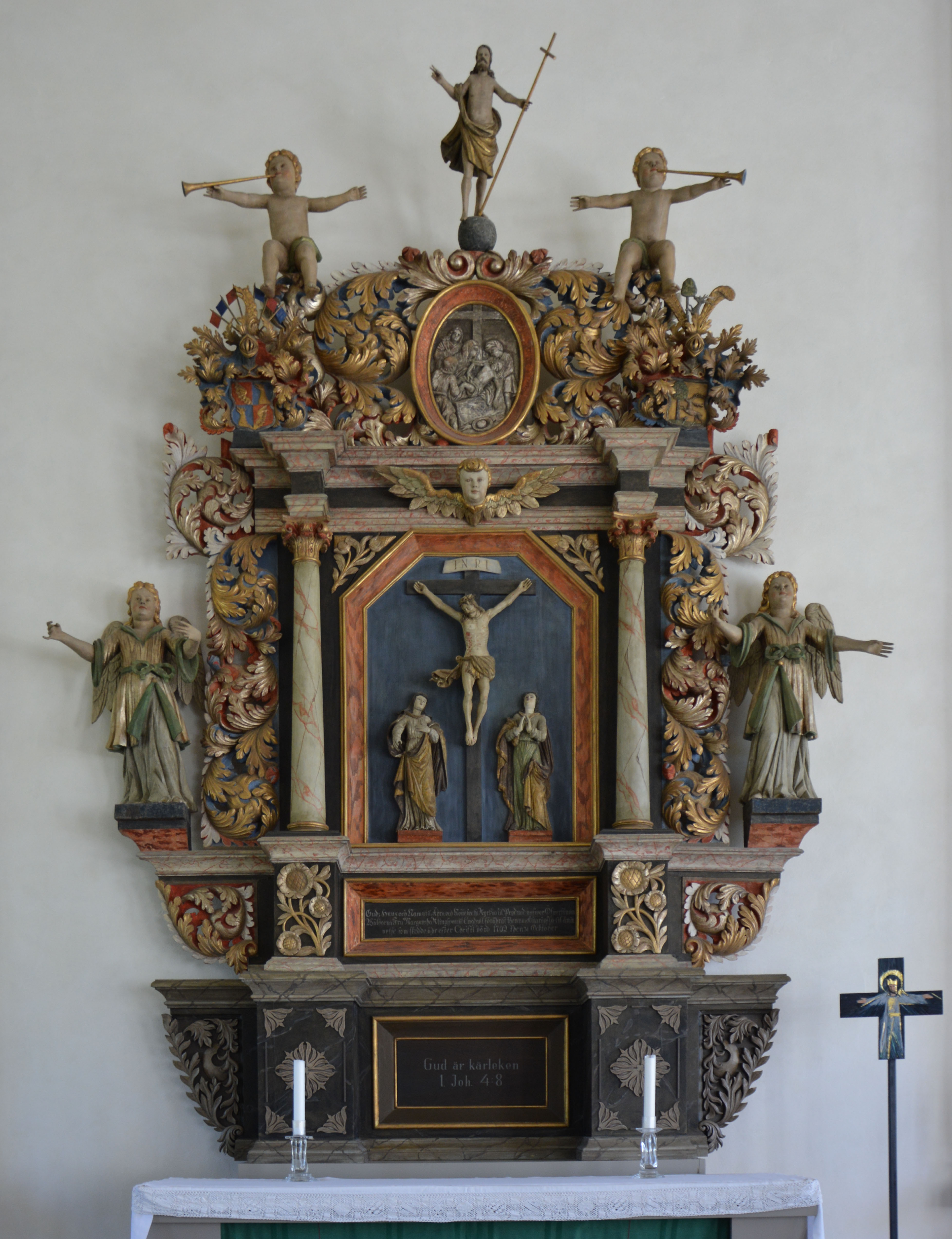
Torbern Rödings altaruppsats i Nottebäcks kyrka

## Levnadsteckning
Torbjörn, eller det latinska Torbern, som hans namn ibland skrivs, var son till bildhuggaren och målaren Sven Torbjörnsson Röding och hans hustru Karin Månsdotter Ståhle. Torbjörn fick redan som ung arbeta hos bildhuggaren Anders Ekeberg i Borås. Som gesäll hos Ekeberg var Torbjörn honom behjälplig vid utförandet av Eksjö kyrkas predikstol och altaruppsats 1697. I kyrkoboken för Jönköping står det skrivet att Torbjörn Röding den 5 september 1700 ingick äktenskap med Anna Maria Poppelman. Han kom som mästare till Växjö och bosatte sig i staden. I äktenskapet fick de tre söner: Sven, Isak och Petter. Sven och Petter Röding blev guldsmeder, och Isak Röding kopparslagare. Lika lite som vi vet vilket år Torbjörn föddes, lika dunkelt är år och dag för hans död. Han finns inte upptagen vare sig i husförhörslängderna som börjar 1716 eller dödboken för Växjö domkyrkoförsamling med början 1726, vilket tyder på att han gått ur tiden någon gång 1710–1716. Enligt husförhörslängderna bodde änkan kvar i Växjö.

## Verksamhet
När Torbjörn Röding kommit till Växjö följde en rad av arbeten för utförande av nya inventarier för kyrkorna i form av  altaruppsatser och predikstolar mellan åren 1699 och 1710. Han förfärdigade altaruppsats och predikstol för Nottebäcks kyrka 1699–1700 följt av altaruppsats för  Öja kyrka 1703 och predikstolar till följande kyrkor: Björkö 1704, Korsberga 1705, Lemnhult 1706, Berga och Ödestugu 1707, Barnarp 1708. Han utförde sitt sista kända större arbete för Blädinge kyrka 1710 i form av en altaruppsats. Sannolikt har han även utfört altaruppsatsen i Tutaryds kyrka. Det är känt att bildhuggare Sven Segervall var gesäll hos Röding. Dessutom utförde han bildhuggeriarbeten vid det gamla rådhuset i Jönköping.
Många av Torbjörn Rödings verk har förstörts. Några har bevarats och restaurerats, bland annat Nottebäck kyrkas altaruppsats, som anses som ett av hans bästa verk.